# Frank Baranowski

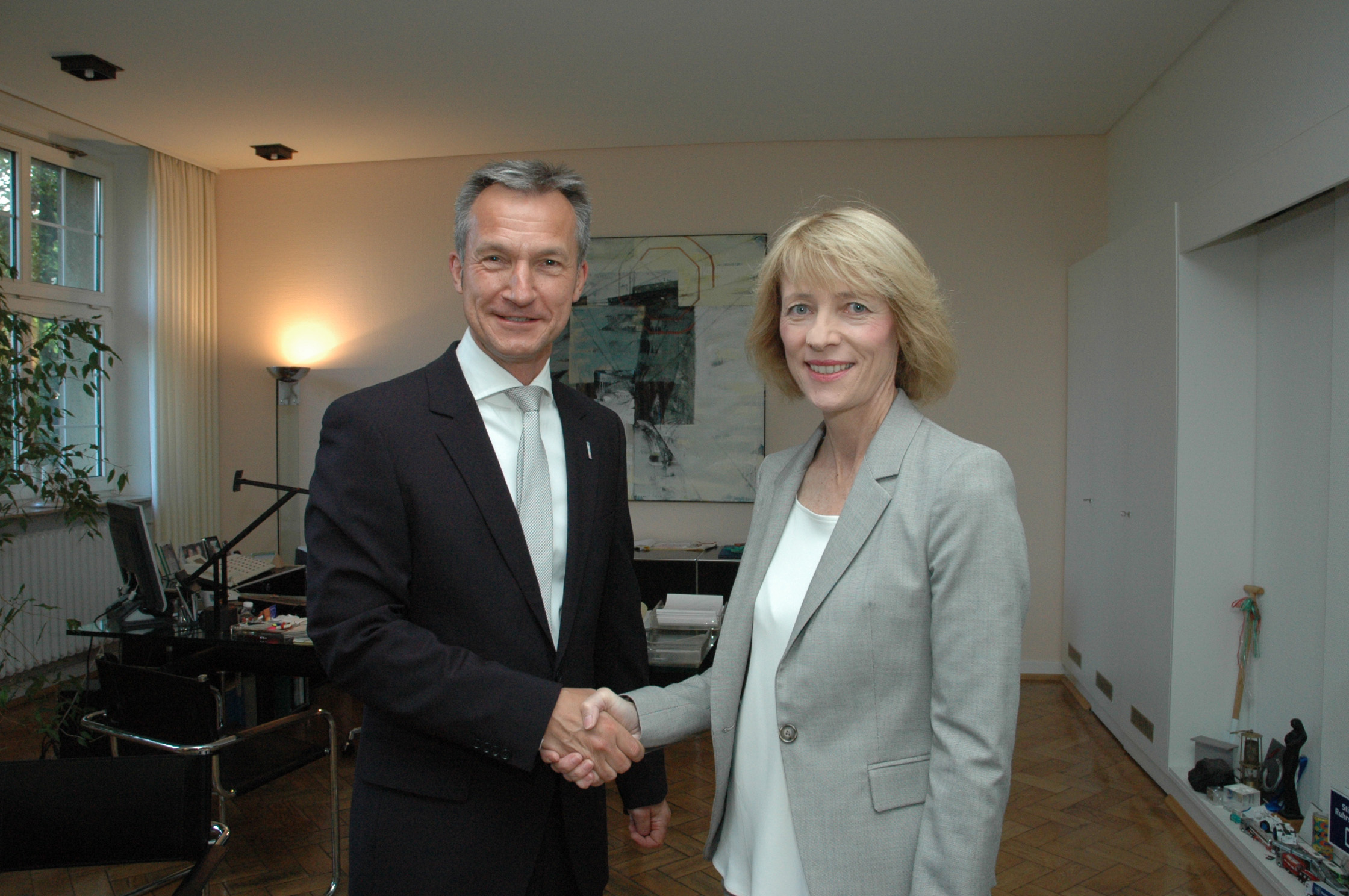
Frank Baranowski mit seiner späteren Nachfolgerin Karin Welge, 2011

Frank Baranowski (* 17. Juni 1962 in Gelsenkirchen) ist ein deutscher Politiker (SPD). Er war von 2004 bis 2020 Oberbürgermeister von Gelsenkirchen.

## Leben
Baranowski legte sein Abitur 1981 in Gelsenkirchen-Ückendorf ab. Von 1981 bis 1987 studierte er Deutsch und Geschichte für das Lehramt der Sekundarstufen I und II an der Ruhr-Universität Bochum. Im Mai 1987 legte er seine erste und im Juni 1990 seine zweite Staatsprüfung ab.
Von September 1987 bis Juni 1988 und von August 1990 bis Juli 1991 unterrichtete Baranowski an der Bergberufsschule Mitte in Recklinghausen. Von Juni 1988 bis Juni 1990 war er Referendar am Max-Planck-Gymnasium in Gelsenkirchen. Von Oktober 1991 bis Mai 1995 war er wissenschaftlicher Mitarbeiter des nordrhein-westfälischen Landtagsabgeordneten Egbert Reinhard (SPD).
Baranowski ist seit 1978 Mitglied der SPD. Von 1983 bis 1990 war er Vorsitzender der Gelsenkirchener Jungsozialisten, seit 1988 Mitglied des Vorstandes der Gelsenkirchener SPD, zu deren Vorsitzendem er im März 2000 gewählt wurde. Mitglied des Rates der Stadt Gelsenkirchen war Baranowski von Oktober 1989 bis Juni 1995. Im Jahr 1998 wurde er erstnmals Mitglied des Landesvorstandes der SPD Nordrhein-Westfalen. Von 1995 bis 2004 war er Mitglied des Landtages und dabei von Mai 2000 bis Oktober 2004 einer der stellvertretenden Vorsitzenden der SPD-Landtagsfraktion. 2007 wurde er der erste Sprecher der neu gebildeten Ruhr-SPD.
Er ist Mitglied der Gewerkschaft ver.di (vormals ÖTV).
Bei der Oberbürgermeisterwahl im Oktober 2004 in Gelsenkirchen gewann er die Stichwahl gegen den Amtsinhaber Oliver Wittke (CDU), nachdem er im ersten Wahlgang noch Platz zwei belegt hatte. 2009 wurde er mit 63,9 % im Amt des Oberbürgermeisters von Gelsenkirchen bestätigt. Bei der Oberbürgermeisterwahl 2014 erhielt er 67,4 % der abgegebenen Stimmen. Dies war das beste Ergebnis für einen SPD-Kandidaten in Nordrhein-Westfalen.
Am 16. September 2019 gab Baranowski bekannt, dass er zur Kommunalwahl 2020 nicht erneut für das Amt des Oberbürgermeisters von Gelsenkirchen kandidieren würde.